# Ronde van het Qinghaimeer 2013
De 12e editie van de wielerwedstrijd Ronde van het Qinghaimeer (Chinees: 环青海湖国际公路自行车赛) werd gehouden van 7 juli tot en met 20 juli 2013 in China. De meerdaagse wielerkoers maakte deel uit van de UCI Asia Tour 2013. Titelverdediger was de Iraniër Hossein Alizadeh. Na dertien etappes werd de ronde gewonnen door Pourseyedigolakhour Mirsamad, alweer een Iraniër.

## Deelnemende Ploegen
UCI World Tour-ploegen
- Lampre-Merida

Professionele continentale ploegen
- Champion System Pro Cycling Team
- Vini Fantini-Selle Italia
- Bardiani Valvole-CSF Inox
- Unitedhealthcare Pro Cycling
- Team NetApp-Endura

Continentale ploegen
- Tabriz Petrochemical Team
- Sava
- Qinghai Tianyoude Cycling Team
- Gan Su Sports Lottery Cycling Team
- Drapac Cycling
- Synergy Baku Cycling Project
- Burgos BH-Castilla y León
- Vélo-Club La Pomme Marseille
- Continental Team Astana
- Atlas Personal-Jakroo
- Abus-Nutrixxion
- Amore & Vita
- Torku Şeker Spor
- RTS Racing Team
- Rietmu-Delfin
- Team Australia

## Startlijst

### Lampre-Merida
| Rugnummer | Naam                | Prestaties | Opmerkingen        | Eindklassering |
| --------- | ------------------- | ---------- | ------------------ | -------------- |
| 1         | Filippo Pozzato     |            | Opgave: 11e etappe | DNF            |
| 2         | Maximiliano Richeze |            |                    | 50             |
| 3         | Massimo Graziato    |            |                    | 12             |
| 4         | Daniele Pietropolli |            |                    | 61             |
| 5         | Andrea Palini       |            |                    | 97             |
| 6         | Davide Viganò       |            |                    | 48             |

### Unitedhealthcare Pro Cycling
| Rugnummer | Naam              | Prestaties         | Opmerkingen | Eindklassering |
| --------- | ----------------- | ------------------ | ----------- | -------------- |
| 11        | Jacob Keough      | Winnaar 13e etappe |             | 70             |
| 12        | Robert Förster    | Winnaar 6e etappe  |             | 54             |
| 13        | Aldo Ino Ilešič   |                    |             | 116            |
| 14        | John Murphy       |                    |             | 111            |
| 15        | Daniel Summerhill |                    |             | 33             |
| 16        | Davide Frattini   |                    |             | 65             |
| 17        | Jonathan Clarke   |                    |             | 27             |

### Bardiani Valvole-CSF Inox
| Rugnummer | Naam            | Prestaties                                                  | Opmerkingen | Eindklassering |
| --------- | --------------- | ----------------------------------------------------------- | ----------- | -------------- |
| 21        | Sacha Modolo    | Winnaar 1e, 4e, 8e, 9e, 11e en 12e etappe, Puntenklassement |             | 58             |
| 22        | Sonny Colbrelli |                                                             |             | 56             |
| 23        | Enrico Barbin   |                                                             |             | 35             |
| 24        | Donato De Jeso  |                                                             |             | 68             |
| 25        | Angelo Pagani   |                                                             |             | 8              |
| 26        | Marco Coledan   |                                                             |             | 67             |
| 27        | Filippo Fortin  |                                                             |             | 84             |

### Champion System Pro Cycling Team
| Rugnummer | Naam              | Prestaties | Opmerkingen       | Eindklassering |
| --------- | ----------------- | ---------- | ----------------- | -------------- |
| 31        | Gregor Gazvoda    |            |                   | 38             |
| 32        | Pengda Jiao       |            |                   | 21             |
| 33        | Biao Liu          |            |                   | 41             |
| 34        | Matthew Brammeier |            |                   | 36             |
| 35        | Chun Kai Feng     |            |                   | 104            |
| 36        | Fabian Schnaidt   |            | Opgave: 5e etappe | DNF            |
| 37        | Bobbie Traksel    |            | Opgave: 3e etappe | DNF            |

### Team NetApp-Endura
| Rugnummer | Naam                | Prestaties | Opmerkingen | Eindklassering |
| --------- | ------------------- | ---------- | ----------- | -------------- |
| 41        | Jarc Blaz           |            |             | 109            |
| 42        | Ralf Matzka         |            |             | 73             |
| 43        | Jonathan McEvoy     |            |             | 81             |
| 44        | Erick Rowsell       |            |             | 66             |
| 45        | Michael Schwarzmann |            |             | 82             |
| 46        | Scott Twaites       |            |             | 88             |
| 47        | Iker Camaño         |            |             | 32             |

### Vini Fantini-Selle Italia
| Rugnummer | Naam              | Prestaties | Opmerkingen        | Eindklassering |
| --------- | ----------------- | ---------- | ------------------ | -------------- |
| 51        | Francesco Chicchi |            |                    | 89             |
| 52        | Roberto De Patre  |            |                    | 86             |
| 53        | Leonardo Giordani |            | Opgave: 5e etappe  | DNF            |
| 54        | Mauro Finetto     |            |                    | 17             |
| 55        | Luigi Miletta     |            |                    |                |
| 56        |                   |            |                    |                |
| 57        | Mattia Pozzo      |            | Opgave: 13e etappe | DNF            |

### Tabriz Petrochemical Team
| Rugnummer | Naam                             | Prestaties                                                           | Opmerkingen | Eindklassering |
| --------- | -------------------------------- | -------------------------------------------------------------------- | ----------- | -------------- |
| 61        | Ghader Mizbani (Iraans kampioen) |                                                                      |             | 6              |
| 62        | Mahdi Sohrabi                    |                                                                      |             | 83             |
| 63        | Hossein Askari                   |                                                                      |             | 19             |
| 64        | Saeid Safarzadeh                 |                                                                      |             | 47             |
| 65        | Amir Kolahdozhagh                |                                                                      |             | 26             |
| 66        | Alireza Asgharzadeh              |                                                                      |             | 62             |
| 67        | Pourseyedigolakhour Mirsamad     | Winnaar 3e etappe, Algemeen klassement, Bergklassement, Beste Aziaat |             | 1              |

### Sava
| Rugnummer | Naam             | Prestaties | Opmerkingen | Eindklassering |
| --------- | ---------------- | ---------- | ----------- | -------------- |
| 71        | Matej Mohoric    |            |             | 18             |
| 72        | Jure Bitenc      |            |             | 103            |
| 73        | Tim Mikelj       |            |             | 51             |
| 74        | Mark Dzamastagic |            |             | 44             |
| 75        | Nik Burjek       |            |             | 59             |
| 76        | Matej Razingar   |            |             | 94             |
| 77        | Ziga Groselj     |            |             | 113            |

### Amore & Vita
| Rugnummer | Naam               | Prestaties | Opmerkingen       | Eindklassering |
| --------- | ------------------ | ---------- | ----------------- | -------------- |
| 81        | Uri Martins        |            |                   | 30             |
| 82        | Hossein Alizadeh   |            |                   | 10             |
| 83        | Artem Topchanjoek  |            |                   | 46             |
| 84        | Niv Libner         |            |                   | 112            |
| 85        | Jaroslaw Dabrowski |            |                   | 85             |
| 86        | Volodymyr Starchyk |            |                   | 37             |
| 87        | Daniel Holloway    |            | Opgave: 2e etappe | DNF            |

### Continental Team Astana
| Rugnummer | Naam                   | Prestaties        | Opmerkingen | Eindklassering |
| --------- | ---------------------- | ----------------- | ----------- | -------------- |
| 91        | Jevgeni Nepomnjasjtsji | Winnaar 7e etappe |             | 2              |
| 92        | Abdraimzhan Ishanov    |                   |             | 5              |
| 93        | Alexandr Shushemoin    |                   |             | 29             |
| 94        | Daniil Fominykh        |                   |             | 3              |
| 95        | Nazar Jumabekov        |                   |             | 15             |
| 96        | Marco Benfatto         |                   |             | 91             |
| 97        | Tilegen Maidos         |                   |             | 55             |

### Vélo-Club La Pomme Marseille
| Rugnummer | Naam               | Prestaties         | Opmerkingen       | Eindklassering |
| --------- | ------------------ | ------------------ | ----------------- | -------------- |
| 101       | Joshua Berry       |                    | Opgave: 7e etappe | DNF            |
| 102       | Thomas Vaubourzeix |                    |                   | 14             |
| 103       | Grégoire Tarride   |                    |                   | 23             |
| 104       | Yoann Paillot      |                    |                   | 39             |
| 105       | Antoine Lavieu     |                    |                   | 22             |
| 106       | Benjamin Giraud    | Winnaar 10e etappe |                   | 64             |
| 107       | Julien Antomarchi  |                    |                   | 28             |

### Drapac Cycling
| Rugnummer | Naam               | Prestaties | Opmerkingen       | Eindklassering |
| --------- | ------------------ | ---------- | ----------------- | -------------- |
| 111       | Darren Lapthorne   |            | Opgave: 5e etappe | DNF            |
| 112       | Bernard Sulzberger |            | Opgave: 6e etappe | DNF            |
| 113       | Robbie Hucker      |            |                   | 71             |
| 114       | Johnny Walker      |            |                   | 52             |
| 115       | Amir Rusli         |            | Opgave: 4e etappe | DNF            |
| 116       | Floris Goesinnen   |            |                   | 76             |
| 117       | Malcolm Rudolph    |            | Opgave: 2e etappe | DNF            |

### Abus-Nutrixxion
| Rugnummer | Naam               | Prestaties | Opmerkingen       | Eindklassering |
| --------- | ------------------ | ---------- | ----------------- | -------------- |
| 121       | Grischa Janorschke |            |                   | 105            |
| 122       | Dirk Müller        |            |                   | 110            |
| 123       | Alexander Schmitt  |            | Opgave: 7e etappe | DNF            |
| 124       | Tobias Dohlus      |            |                   | 87             |
| 125       |                    |            |                   |                |
| 126       | Max Walsleben      |            |                   | 90             |
| 127       | Rick Ampler        |            | Opgave: 4e etappe | DNF            |

### Burgos BH-Castilla y León
| Rugnummer | Naam                     | Prestaties | Opmerkingen       | Eindklassering |
| --------- | ------------------------ | ---------- | ----------------- | -------------- |
| 131       | David Belda              |            |                   | 9              |
| 132       | Moisés Dueñas            |            |                   | 25             |
| 133       | Pablo Torres Muino       |            | Opgave: 6e etappe | DNF            |
| 134       | Dario Hernández Illana   |            |                   | 63             |
| 135       | Federico Butto           |            | Opgave: 8e etappe | DNF            |
| 136       | Efren Carazo Aguilera    |            |                   | 99             |
| 137       | Luis Guillermo Mas Bonet |            |                   | 31             |

### Atlas Personal-Jakroo
| Rugnummer | Naam               | Prestaties        | Opmerkingen       | Eindklassering |
| --------- | ------------------ | ----------------- | ----------------- | -------------- |
| 141       | Maksym Averin      |                   |                   | 45             |
| 142       | Nicolas Baldo      |                   |                   | 49             |
| 143       | Giorgio Brambilla  |                   |                   | 96             |
| 144       | Mathieu Chiocca    |                   |                   | 78             |
| 145       | Claudio Imhof      |                   |                   | 108            |
| 146       | Oleksandr Polivoda | Winnaar 5e etappe | Opgave: 8e etappe | DNF            |
| 147       | Florian Salzinger  |                   |                   | 107            |

### Torku Şeker Spor
| Rugnummer | Naam                           | Prestaties        | Opmerkingen       | Eindklassering |
| --------- | ------------------------------ | ----------------- | ----------------- | -------------- |
| 151       | Andrej Mizoerov                |                   |                   | 4              |
| 152       | David de la Fuente             | Winnaar 2e etappe |                   | 15             |
| 153       | Joeri Metloesjenko             |                   |                   | 77             |
| 154       | Sergiy Grechyn                 |                   |                   | 20             |
| 155       | Nazim Bakirci (Turks kampioen) |                   |                   | 57             |
| 156       | Mustafa Sayar                  |                   | Opgave: 3e etappe | DNF            |
| 157       | Miraç Kal                      |                   |                   | 60             |

### Rietmu-Delfin
| Rugnummer | Naam             | Prestaties | Opmerkingen       | Eindklassering |
| --------- | ---------------- | ---------- | ----------------- | -------------- |
| 161       | Lars Pria        |            | Opgave: 3e etappe | DNF            |
| 162       | Mathieu Perget   |            |                   | 34             |
| 163       | Guillaume Soula  |            | Opgave: 8e etappe | DNF            |
| 164       | Reijo Puhm       |            | Opgave: 2e etappe | DNF            |
| 165       | Peeter Pruus     |            |                   | 74             |
| 166       | Andris Vosekalns |            |                   | 118            |
| 167       | Andris Smirnovs  |            |                   | 114            |

### Synergy Baku Cycling Project
| Rugnummer | Naam                  | Prestaties | Opmerkingen       | Eindklassering |
| --------- | --------------------- | ---------- | ----------------- | -------------- |
| 171       |                       |            |                   |                |
| 172       | John Kronborg Ebsen   |            |                   | 24             |
| 173       | Agshin Ismayilov      |            | Opgave: 6e etappe | DNF            |
| 174       | David Clarke          |            | Opgave: 3e etappe | DNF            |
| 175       | Kirill Pozdnijakov    |            |                   | 42             |
| 176       | Rico Rogers           |            |                   | 92             |
| 177       | Oleksandr Surutkovych |            |                   | 40             |

### RTS Racing Team
| Rugnummer | Naam                | Prestaties | Opmerkingen       | Eindklassering |
| --------- | ------------------- | ---------- | ----------------- | -------------- |
| 181       | Wei Kei Chang       |            | Opgave: 8e etappe | DNF            |
| 182       | Yuan Tan Peng       |            | Opgave: 3e etappe | DNF            |
| 183       | Muradjan Halmuratov |            |                   | 53             |
| 184       | Vahid Ghaffari      |            |                   | 13             |
| 185       | Sun Jae Jang        |            |                   | 102            |
| 186       | Rahim Ememi         |            |                   | 11             |
| 187       | Amir Zargari        |            |                   | 7              |

### Team Australia
| Rugnummer | Naam            | Prestaties | Opmerkingen       | Eindklassering |
| --------- | --------------- | ---------- | ----------------- | -------------- |
| 191       | Mitchell Mulhem |            |                   | 95             |
| 192       | Joshua Prete    |            |                   | 101            |
| 193       | Stuart Smith    |            |                   | 69             |
| 194       | Cameron Bayly   |            |                   | 117            |
| 195       | Matthew Clark   |            | Opgave: 5e etappe | DNF            |
| 196       | Harry Carpenter |            |                   | 79             |
| 197       | Brodie Talbot   |            |                   | 80             |

### Gan Su Sports Lottery Cycling Team
| Rugnummer | Naam            | Prestaties | Opmerkingen       | Eindklassering |
| --------- | --------------- | ---------- | ----------------- | -------------- |
| 201       | Yong Tai Wang   |            |                   | 100            |
| 202       | Zhi An Chen     |            |                   | 72             |
| 203       | Zeng Tao Yang   |            |                   | 121            |
| 204       | Ting Deng       |            | Opgave: 8e etappe | DNF            |
| 205       | Zhao Shun Zhang |            |                   | 119            |
| 206       | Fenghong Guo    |            |                   | 75             |
| 207       | Cheng Xue       |            |                   | 115            |

### Qinghai Tianyoude Cycling Team
| Rugnummer | Naam                               | Prestaties | Opmerkingen                  | Eindklassering |
| --------- | ---------------------------------- | ---------- | ---------------------------- | -------------- |
| 211       | Xiaoyong Dong                      |            |                              | 98             |
| 212       | Peilun Wu                          |            |                              | 43             |
| 213       | Shengjun Wu                        |            |                              | 93             |
| 214       | Jinde Zhang                        |            |                              | 120            |
| 215       | Eugen Wacker (Kirgizisch kampioen) |            | Opgave: 10e etappe           | DNF            |
| 216       | Ruslan Gryschenko                  |            | Gediskwalificeerd: 4e etappe | DIQ            |
| 217       | Dylan Spiby                        |            | Opgave: 6e etappe            | DNF            |

## Etappe-overzicht
| etappe | datum   | start       | finish      | afstand | winnaar                      | klassementsleider            |
| ------ | ------- | ----------- | ----------- | ------- | ---------------------------- | ---------------------------- |
| 1e     | 7 juli  | Xining      | Xining      | 138 km  | Sacha Modolo                 | Sacha Modolo                 |
| 2e     | 8 juli  | Huzhu       | Guide       | 151 km  | David de la Fuente           | David de la Fuente           |
| 3e     | 9 juli  | Guide       | Qinghaimeer | 148 km  | Pourseyedigolakhour Mirsamad | Pourseyedigolakhour Mirsamad |
| 4e     | 10 juli | Qinghaimeer | Tianjun     | 227 km  | Sacha Modolo                 | Pourseyedigolakhour Mirsamad |
| 5e     | 11 juli | Tianjun     | Xihaizhen   | 203 km  | Oleksandr Polivoda           | Pourseyedigolakhour Mirsamad |
| 6e     | 12 juli | Xihaizhen   | Qilian Shan | 205 km  | Robert Förster               | Pourseyedigolakhour Mirsamad |
| 7e     | 13 juli | Qilian Shan | Qilian Shan | 82 km   | Jevgeni Nepomnjasjtsji       | Pourseyedigolakhour Mirsamad |
| 8e     | 14 juli | Qilian Shan | Zhangye     | 201 km  | Sacha Modolo                 | Pourseyedigolakhour Mirsamad |
|        | 15 juli | Rustdag     | Rustdag     | Rustdag | Rustdag                      | Rustdag                      |
| 9e     | 16 juli | Zhangye     | Zhangye     | 117 km  | Sacha Modolo                 | Pourseyedigolakhour Mirsamad |
| 10e    | 17 juli | Wuwei       | Jingtai     | 191 km  | Benjamin Giraud              | Pourseyedigolakhour Mirsamad |
| 11e    | 18 juli | Yinchuan    | Yinchuan    | 123 km  | Sacha Modolo                 | Pourseyedigolakhour Mirsamad |
| 12e    | 19 juli | Zhongwei    | Zhongwei    | 120 km  | Sacha Modolo                 | Pourseyedigolakhour Mirsamad |
| 13e    | 20 juli | Lanzhou     | Lanzhou     | 96 km   | Jacob Keough                 | Pourseyedigolakhour Mirsamad |

## Etappe-uitslagen

### 1e etappe
| Xining - Xining (138 km) |                     |                                  |          |
| Plaats                   | Naam                | Ploeg                            | Tijd     |
| Winnaar                  | Sacha Modolo        | Bardiani Valvole-CSF Inox        | 2u44'01" |
| 2                        | Rico Rogers         | Synergy Baku                     | z.t.     |
| 3                        | Francesco Chicchi   | Vini Fantini-Selle Italia        | z.t.     |
| 4                        | Grischa Janorschke  | Abus-Nutrixxion                  | z.t.     |
| 5                        | Maximiliano Richeze | Lampre-Merida                    | z.t.     |
| 6                        | Ralf Matzka         | Team NetApp-Endura               | z.t.     |
| 7                        | Fabian Schnaidt     | Champion System Pro Cycling Team | z.t.     |
| 8                        | Jacob Keough        | Unitedhealthcare Pro Cycling     | z.t.     |
| 9                        | Mattia Pozzo        | Vini Fantini-Selle Italia        | z.t.     |
| 10                       | Benjamin Giraud     | Vélo-Club La Pomme Marseille     | z.t.     |
|                          |                     |                                  |          |
| 109                      | Floris Goesinnen    | Drapac Cycling                   | +10"     |

| Algemeen klassement |                     |                                    |          |
| Plaats              | Naam                | Ploeg                              | Tijd     |
| Gele trui           | Sacha Modolo        | Bardiani Valvole-CSF Inox          | 2u44'01" |
| 2                   | Cheng Xue           | Gan Su Sports Lottery Cycling Team | +3"      |
| 3                   | Rico Rogers         | Synergy Baku Cycling Project       | +4"      |
| 4                   | Francesco Chicchi   | Vini Fantini-Selle Italia          | +6"      |
| 5                   | Yong Tai Wang       | Gan Su Sports Lottery Cycling Team | +7"      |
| 6                   | Dylan Spiby         | Qinghai Tianyoude Cycling Team     | +9"      |
| 7                   | Tilegen Maidos      | Continental Team Astana            | z.t.     |
| 8                   | Zeng Tao Yang       | Gan Su Sports Lottery Cycling Team | z.t.     |
| 9                   | Grischa Janorschke  | Abus-Nutrixxion                    | +10"     |
| 10                  | Maximiliano Richeze | Lampre-Merida                      | z.t.     |
|                     |                     |                                    |          |
| 110                 | Floris Goesinnen    | Drapac Cycling                     | +10"     |

### 2e etappe
| Huzhu - Guide (151 km) |                          |                                  |          |
| Plaats                 | Naam                     | Ploeg                            | Tijd     |
| Winnaar                | David de la Fuente       | Torku Şeker Spor                 | 3u40'08" |
| 2                      | Massimo Graziato         | Lampre-Merida                    | z.t.     |
| 3                      | Thomas Vaubourzeix       | Vélo-Club La Pomme Marseille     | z.t.     |
| 4                      | Daniil Fominykh          | Continental Team Astana          | z.t.     |
| 5                      | Gregor Gazvoda           | Champion System Pro Cycling Team | z.t.     |
| 6                      | Angelo Pagani            | Bardiani Valvole-CSF Inox        | +9"      |
| 7                      | Yoann Paillot            | Vélo-Club La Pomme Marseille     | z.t.     |
| 8                      | Luis Guillermo Mas Bonet | Burgos BH-Castilla y León        | z.t.     |
| 9                      | Mauro Finetto            | Vini Fantini-Selle Italia        | +46"     |
| 10                     | Abdraimzhan Ishanov      | Continental Team Astana          | z.t.     |
|                        |                          |                                  |          |
| 71                     | Floris Goesinnen         | Drapac Cycling                   | +10'25"  |

| Algemeen klassement |                          |                                  |          |
| Plaats              | Naam                     | Ploeg                            | Tijd     |
| Gele trui           | David de la Fuente       | Torku Şeker Spor                 | 6u23'59" |
| 2                   | Massimo Graziato         | Lampre-Merida                    | +4"      |
| 3                   | Thomas Vaubourzeix       | Vélo-Club La Pomme Marseille     | +6"      |
| 4                   | Daniil Fominykh          | Continental Team Astana          | +10"     |
| 5                   | Gregor Gazvoda           | Champion System Pro Cycling Team | z.t.     |
| 6                   | Luis Guillermo Mas Bonet | Burgos BH-Castilla y León        | +16"     |
| 7                   | Yoann Paillot            | Vélo-Club La Pomme Marseille     | +19"     |
| 8                   | Angelo Pagani            | Bardiani Valvole-CSF Inox        | z.t.     |
| 9                   | Peilun Wu                | Qinghai Tianyoude Cycling Team   | +52"     |
| 10                  | Volodymyr Starchyk       | Amore & Vita                     | +55"     |
|                     |                          |                                  |          |
| 77                  | Floris Goesinnen         | Drapac Cycling                   | +10'35"  |

### 3e etappe
| Guide - Qinghaimeer (148 km) |                              |                              |          |
| Plaats                       | Naam                         | Ploeg                        | Tijd     |
| Winnaar                      | Pourseyedigolakhour Mirsamad | Tabriz Petrochemical Team    | 3u52'40" |
| 2                            | Amir Kolahdozhagh            | Tabriz Petrochemical Team    | z.t.     |
| 3                            | Mauro Finetto                | Vini Fantini-Selle Italia    | +52"     |
| 4                            | Luis Guillermo Mas Bonet     | Burgos BH-Castilla y León    | z.t.     |
| 5                            | Enrico Barbin                | Bardiani Valvole-CSF Inox    | z.t.     |
| 6                            | Hossein Alizadeh             | Amore & Vita                 | z.t.     |
| 7                            | Massimo Graziato             | Lampre-Merida                | z.t.     |
| 8                            | Oleksandr Surutkovych        | Synergy Baku Cycling Project | z.t.     |
| 9                            | David de la Fuente           | Torku Şeker Spor             | z.t.     |
| 10                           | Jonathan Clarke              | Jonathan Clarke              | z.t.     |
|                              |                              |                              |          |
| 108                          | Floris Goesinnen             | Drapac Cycling               | +21'09"  |

| Algemeen klassement |                              |                              |           |
| Plaats              | Naam                         | Ploeg                        | Tijd      |
| Gele trui           | Pourseyedigolakhour Mirsamad | Tabriz Petrochemical Team    | 10u17'22" |
| 2                   | Amir Kolahdozhagh            | Tabriz Petrochemical Team    | +5"       |
| 3                   | David de la Fuente           | Torku Şeker Spor             | +8"       |
| 4                   | Massimo Graziato             | Lampre-Merida                | +13"      |
| 5                   | Thomas Vaubourzeix           | Vélo-Club La Pomme Marseille | +15"      |
| 6                   | Daniil Fominykh              | Continental Team Astana      | +19"      |
| 7                   | Luis Guillermo Mas Bonet     | Burgos BH-Castilla y León    | +25"      |
| 8                   | Angelo Pagani                | Bardiani Valvole-CSF Inox    | +28"      |
| 9                   | Mauro Finetto                | Vini Fantini-Selle Italia    | +1'01"    |
| 10                  | Andrej Mizoerov              | Torku Şeker Spor             | +1'04""   |
|                     |                              |                              |           |
| 108                 | Floris Goesinnen             | Drapac Cycling               | +31'01"   |

### 4e etappe
| Qinghaimeer - Tianjun (227 km) |                          |                                  |          |
| Plaats                         | Naam                     | Ploeg                            | Tijd     |
| Winnaar                        | Sacha Modolo             | Bardiani Valvole-CSF Inox        | 5u32'50" |
| 2                              | Maximiliano Richeze      | Lampre-Merida                    | z.t.     |
| 3                              | Ralf Matzka              | Team NetApp-Endura               | z.t.     |
| 4                              | Maksym Averin            | Atlas Personal-Jakroo            | z.t.     |
| 5                              | Robert Förster           | Unitedhealthcare Pro Cycling     | z.t.     |
| 6                              | Pengda Jiao              | Champion System Pro Cycling Team | z.t.     |
| 7                              | Mathieu Chiocca          | Atlas Personal-Jakroo            | z.t.     |
| 8                              | Sonny Colbrelli          | Bardiani Valvole-CSF Inox        | z.t.     |
| 9                              | Luis Guillermo Mas Bonet | Burgos BH-Castilla y León        | z.t.     |
| 10                             | Filippo Pozzato          | Lampre-Merida                    | z.t.     |
|                                |                          |                                  |          |
| 74                             | Floris Goesinnen         | Drapac Cycling                   | +3'38"   |

| Algemeen klassement |                              |                              |           |
| Plaats              | Naam                         | Ploeg                        | Tijd      |
| Gele trui           | Pourseyedigolakhour Mirsamad | Tabriz Petrochemical Team    | 15u50'12" |
| 2                   | Amir Kolahdozhagh            | Tabriz Petrochemical Team    | +5"       |
| 3                   | David de la Fuente           | Torku Şeker Spor             | +7"       |
| 4                   | Massimo Graziato             | Lampre-Merida                | +13"      |
| 5                   | Thomas Vaubourzeix           | Vélo-Club La Pomme Marseille | +15"      |
| 6                   | Daniil Fominykh              | Continental Team Astana      | +19"      |
| 7                   | Luis Guillermo Mas Bonet     | Burgos BH-Castilla y León    | +23"      |
| 8                   | Angelo Pagani                | Bardiani Valvole-CSF Inox    | +28"      |
| 9                   | Mauro Finetto                | Vini Fantini-Selle Italia    | +1'01"    |
| 10                  | Andrej Mizoerov              | Torku Şeker Spor             | +1'04""   |
|                     |                              |                              |           |
| 108                 | Floris Goesinnen             | Drapac Cycling               | +31'01"   |

### 5e etappe
| Tianjun - Xihaizhen (203 km) |                    |                           |          |
| Plaats                       | Naam               | Ploeg                     | Tijd     |
| Winnaar                      | Oleksandr Polivoda | Atlas Personal-Jakroo     | 5u41'20" |
| 2                            | Floris Goesinnen   | Drapac Cycling            | z.t.     |
| 3                            | Sacha Modolo       | Bardiani Valvole-CSF Inox | +40"     |

| Algemeen klassement |                              |                           |           |
| Plaats              | Naam                         | Ploeg                     | Tijd      |
| Gele trui           | Pourseyedigolakhour Mirsamad | Tabriz Petrochemical Team | 21u32'12" |
| 2                   | Amir Kolahdozhagh            | Tabriz Petrochemical Team | +5"       |
| 3                   | David de la Fuente           | Torku Şeker Spor          | +7"       |
|                     |                              |                           |           |
| 81                  | Floris Goesinnen             | Drapac Cycling            | +33'50"   |

### 6e etappe
| Xihaizhen - Qilian Shan (205 km) |                  |                              |          |
| Plaats                           | Naam             | Ploeg                        | Tijd     |
| Winnaar                          | Robert Förster   | Unitedhealthcare Pro Cycling | 4u52'06" |
| 2                                | Sergiy Grechyn   | Torku Şeker Spor             | z.t.     |
| 3                                | Massimo Graziato | Lampre-Merida                | z.t.     |
|                                  |                  |                              |          |
| 89                               | Floris Goesinnen | Drapac Cycling               | +15'34"  |

| Algemeen klassement |                              |                           |           |
| Plaats              | Naam                         | Ploeg                     | Tijd      |
| Gele trui           | Pourseyedigolakhour Mirsamad | Tabriz Petrochemical Team | 26u24'18" |
| 2                   | David de la Fuente           | Torku Şeker Spor          | +7"       |
| 3                   | Massimo Graziato             | Lampre-Merida             | +9"       |
|                     |                              |                           |           |
| 83                  | Floris Goesinnen             | Drapac Cycling            | +49'24"   |

### 7e etappe
| Qilian Shan - Qilian Shan (82 km) |                              |                           |          |
| Plaats                            | Naam                         | Ploeg                     | Tijd     |
| Winnaar                           | Jevgeni Nepomnjasjtsji       | Continental Team Astana   | 2u35'01" |
| 2                                 | Pourseyedigolakhour Mirsamad | Tabriz Petrochemical Team | +9"      |
| 3                                 | Rahim Ememi                  | RTS Racing Team           | +10"     |
|                                   |                              |                           |          |
| 89                                | Floris Goesinnen             | Drapac Cycling            | +22'34"  |

| Algemeen klassement |                              |                           |           |
| Plaats              | Naam                         | Ploeg                     | Tijd      |
| Gele trui           | Pourseyedigolakhour Mirsamad | Tabriz Petrochemical Team | 28u59'22" |
| 2                   | Jevgeni Nepomnjasjtsji       | Continental Team Astana   | +52"      |
| 3                   | Daniil Fominykh              | Continental Team Astana   | +1'16"    |
|                     |                              |                           |           |
| 82                  | Floris Goesinnen             | Drapac Cycling            | +1u11'55" |

### 8e etappe
| Qilian Shan - Zhangye (201 km) |                     |                           |          |
| Plaats                         | Naam                | Ploeg                     | Tijd     |
| Winnaar                        | Sacha Modolo        | Bardiani Valvole-CSF Inox | 4u20'51" |
| 2                              | Maximiliano Richeze | Lampre-Merida             | z.t.     |
| 3                              | Rico Rogers         | Synergy Baku              | z.t.     |
|                                |                     |                           |          |
| 83                             | Floris Goesinnen    | Drapac Cycling            | +6"      |

| Algemeen klassement |                              |                           |           |
| Plaats              | Naam                         | Ploeg                     | Tijd      |
| Gele trui           | Pourseyedigolakhour Mirsamad | Tabriz Petrochemical Team | 33u20'29" |
| 2                   | Jevgeni Nepomnjasjtsji       | Continental Team Astana   | +42"      |
| 3                   | Daniil Fominykh              | Continental Team Astana   | +1'06"    |
|                     |                              |                           |           |
| 78                  | Floris Goesinnen             | Drapac Cycling            | +1u11'45" |

### 9e etappe
| Zhangye - Zhangye (117 km) |                     |                              |          |
| Plaats                     | Naam                | Ploeg                        | Tijd     |
| Winnaar                    | Sacha Modolo        | Bardiani Valvole-CSF Inox    | 2u08'27" |
| 2                          | Jacob Keough        | Unitedhealthcare Pro Cycling | z.t.     |
| 3                          | Maximiliano Richeze | Lampre-Merida                | z.t.     |
|                            |                     |                              |          |
| 87                         | Floris Goesinnen    | Drapac Cycling               | z.t.     |

| Algemeen klassement |                              |                           |           |
| Plaats              | Naam                         | Ploeg                     | Tijd      |
| Gele trui           | Pourseyedigolakhour Mirsamad | Tabriz Petrochemical Team | 35u28'46" |
| 2                   | Jevgeni Nepomnjasjtsji       | Continental Team Astana   | +52"      |
| 3                   | Daniil Fominykh              | Continental Team Astana   | +1'16"    |
|                     |                              |                           |           |
| 78                  | Floris Goesinnen             | Drapac Cycling            | +1u11'55" |

### 10e etappe
| Wuwei - Jingtai (191 km) |                  |                              |          |
| Plaats                   | Naam             | Ploeg                        | Tijd     |
| Winnaar                  | Benjamin Giraud  | Vélo-Club La Pomme Marseille | 4u02'08" |
| 2                        | Scott Twaites    | Team NetApp-Endura           | z.t.     |
| 3                        | Uri Martins      | Amore & Vita                 | z.t.     |
|                          |                  |                              |          |
| 65                       | Floris Goesinnen | Drapac Cycling               | +1'35"   |

| Algemeen klassement |                              |                           |           |
| Plaats              | Naam                         | Ploeg                     | Tijd      |
| Gele trui           | Pourseyedigolakhour Mirsamad | Tabriz Petrochemical Team | 39u31'27" |
| 2                   | Jevgeni Nepomnjasjtsji       | Continental Team Astana   | +42"      |
| 3                   | Daniil Fominykh              | Continental Team Astana   | +1'06"    |
|                     |                              |                           |           |
| 76                  | Floris Goesinnen             | Drapac Cycling            | +1u12'55" |

### 11e etappe
| Yinchuan - Yinchuan (123 km) |                     |                           |          |
| Plaats                       | Naam                | Ploeg                     | Tijd     |
| Winnaar                      | Sacha Modolo        | Bardiani Valvole-CSF Inox | 2u27'09" |
| 2                            | Marco Benfatto      | Continental Team Astana   | z.t.     |
| 3                            | Maximiliano Richeze | Lampre-Merida             | z.t.     |
|                              |                     |                           |          |
| 85                           | Floris Goesinnen    | Drapac Cycling            | +8"      |

| Algemeen klassement |                              |                           |           |
| Plaats              | Naam                         | Ploeg                     | Tijd      |
| Gele trui           | Pourseyedigolakhour Mirsamad | Tabriz Petrochemical Team | 39u31'27" |
| 2                   | Jevgeni Nepomnjasjtsji       | Continental Team Astana   | +42"      |
| 3                   | Daniil Fominykh              | Continental Team Astana   | +1'06"    |
|                     |                              |                           |           |
| 74                  | Floris Goesinnen             | Drapac Cycling            | +1u13'03" |

### 12e etappe
| Zhongwei - Zhongwei (120 km) |                     |                           |          |
| Plaats                       | Naam                | Ploeg                     | Tijd     |
| Winnaar                      | Sacha Modolo        | Bardiani Valvole-CSF Inox | 2u27'09" |
| 2                            | Maximiliano Richeze | Lampre-Merida             | z.t.     |
| 3                            | Marco Benfatto      | Continental Team Astana   | z.t.     |
|                              |                     |                           |          |
| 111                          | Floris Goesinnen    | Drapac Cycling            | z.t.     |

| Algemeen klassement |                              |                           |           |
| Plaats              | Naam                         | Ploeg                     | Tijd      |
| Gele trui           | Pourseyedigolakhour Mirsamad | Tabriz Petrochemical Team | 44u28'04" |
| 2                   | Jevgeni Nepomnjasjtsji       | Continental Team Astana   | +42"      |
| 3                   | Daniil Fominykh              | Continental Team Astana   | +1'06"    |
|                     |                              |                           |           |
| 74                  | Floris Goesinnen             | Drapac Cycling            | +1u13'02" |

### 13e etappe
| Lanzhou - Lanzhou (96 km) |                   |                              |          |
| Plaats                    | Naam              | Ploeg                        | Tijd     |
| Winnaar                   | Jacob Keough      | Unitedhealthcare Pro Cycling | 1u52'45" |
| 2                         | Rico Rogers       | Synergy Baku Cycling Project | z.t.     |
| 3                         | Francesco Chicchi | Vini Fantini-Selle Italia    | z.t.     |
|                           |                   |                              |          |
| 114                       | Floris Goesinnen  | Drapac Cycling               | +52"     |

## Eindklassementen
| Plaats    | Naam                         | Ploeg                     | Tijd      |
| --------- | ---------------------------- | ------------------------- | --------- |
| Gele trui | Pourseyedigolakhour Mirsamad | Tabriz Petrochemical Team | 46u20'49" |
| 2         | Jevgeni Nepomnjasjtsji       | Continental Team Astana   | +42"      |
| 3         | Daniil Fominykh              | Continental Team Astana   | +1'06"    |
| 4         | Andrej Mizoerov              | Torku Şeker Spor          | +1'29"    |
| 5         | Abdraimzhan Ishanov          | Continental Team Astana   | +1'43"    |
| 6         | Ghader Mizbani               | Tabriz Petrochemical Team | +1'46"    |
| 7         | Amir Zargari                 | RTS Racing Team           | +2'07"    |
| 8         | Angelo Pagani                | Bardiani Valvole-CSF Inox | +2'30"    |
| 9         | David Belda                  | Burgos BH-Castilla y León | z.t.      |
| 10        | Hossein Alizadeh             | Amore & Vita              | +2'32"    |
|           |                              |                           |           |
| 76        | Floris Goesinnen             | Drapac Cycling            | +1u13'48" |

| Plaats      | Naam                | Ploeg                        | Punten |
| ----------- | ------------------- | ---------------------------- | ------ |
| Groene trui | Sacha Modolo        | Bardiani Valvole-CSF Inox    | 142    |
| 2           | Maximiliano Richeze | Lampre-Merida                | 103    |
| 3           | Jacob Keough        | Unitedhealthcare Pro Cycling | 77     |
|             |                     |                              |        |
| 19          | Floris Goesinnen    | Drapac Cycling               | 31     |

| Plaats        | Naam                         | Ploeg                     | Punten |
| ------------- | ---------------------------- | ------------------------- | ------ |
| Bolletjestrui | Pourseyedigolakhour Mirsamad | Tabriz Petrochemical Team | 38     |
| 2             | Hossein Alizadeh             | Amore & Vita              | 31     |
| 3             | Rahim Ememi                  | RTS Racing Team           | 24     |
|               |                              |                           |        |
| 17            | Floris Goesinnen             | Drapac Cycling            | 3      |

| Plaats      | Naam                         | Ploeg                     | Punten    |
| ----------- | ---------------------------- | ------------------------- | --------- |
| Blauwe trui | Pourseyedigolakhour Mirsamad | Tabriz Petrochemical Team | 46u20'49" |
| 2           | Jevgeni Nepomnjasjtsji       | Continental Team Astana   | +42"      |
| 3           | Daniil Fominykh              | Continental Team Astana   | +1'06"    |

2002 ·
2003 ·
2004 ·
2005 ·
2006 ·
2007 ·
2008 ·
2009 ·
2010 ·
2011 ·
2012 ·
2013 ·
2014 ·
2015 ·
2016 ·
2017 ·
2018 ·
2019 ·
2020 ·
2021 ·
2022 ·
2023